# Gagrella javana
Gagrella javana is een hooiwagen uit de familie Sclerosomatidae.